# Kečuánská Wikipedie
Kečuánská Wikipedie je jazyková verze Wikipedie v kečuánštině. V lednu 2022 obsahovala přes 22 900 článků a pracovali pro ni 2 správci. Registrováno bylo přes 26 000 uživatelů, z nichž bylo asi 40 aktivních. V počtu článků byla 117. největší Wikipedie. Je také největší Wikipedií v jazyce původního amerického obyvatelstva.